# Divarilima
Divarilima is een geslacht van tweekleppigen uit de familie van de Limidae.

## Soorten
- Divarilima abscisa (Barnard, 1964)
- Divarilima albicoma (Dall, 1886)
- Divarilima aucklandensis (Laws, 1950) †
- Divarilima elegans Hayami & Kase, 1993
- Divarilima handini Gibson & Gibson, 1982
- Divarilima iwaotakii (Habe, 1961)
- Divarilima sydneyensis (Hedley, 1904)